# Коган, Джейкоб
Дже́йкоб Ко́ган (англ. Jacob Kogan, род. 28 мая 1995, Нью-Йорк) — американский актёр. Наиболее известен по ролям юного Спока в фильме Джей Джей Абрамса «Звёздный путь» и Луки Джеймисона в телесериале «Люди будущего».

## Биография
Коган родился в Нью-Йорке в семье фотографа Деборы Копакен Коган и актёра Пола Когана, который эмигрировал из Москвы. Он старший из трёх детей. У Джейкоба есть младшая сестра Саша (род. в марте 1997 года) и брат Лео (род. в мае 2006 года). Коган является евреем и атеистом (семья его матери были евреями, которые эмигрировали из России, с Украины и из Литвы). Он посещал школу Далтон и был ведущим солистом и гитаристом в группе Flake. Сейчас он учится в Северо-Западном университете в Эванстоне, штат Иллинойс, где является членом общества Zeta Beta Tau.

## Фильмография
| Год       |     | Русское название                    | Оригинальное название             | Роль                |
| --------- | --- | ----------------------------------- | --------------------------------- | ------------------- |
| 2005—2007 | с   | Чудошоузен                          | Wonder Showzen                    | ребёнок Чудошоузена |
| 2007      | ф   | Джошуа                              | Joshua                            | Джошуа Кэрн         |
| 2008      | ф   | —                                   | Wherever You Are                  | Спенсер Бернстайн   |
| 2009      | ф   | Звёздный путь                       | Star Trek                         | юный Спок           |
| 2009—2013 | с   | —                                   | Delocated                         | Дэвид               |
| 2011      | с   | Закон и порядок: Специальный корпус | Law & Order: Special Victims Unit | Трипп Рейнс         |
| 2013—2014 | с   | Люди будущего                       | The Tomorrow People               | Лука Джеймисон      |
| 2016      | кор | —                                   | Simon Who Goes Back in Time       | Саймон              |
| 2016      | кор | —                                   | I Love Lucy                       | Рекс                |
| 2017      | тф  | —                                   | Inside the Woods                  | Алфи                |